# Solkanski most
Solkanski most oziroma solkanski viadukt je 219,70 m dolg železniški ločni most čez Sočo pri Solkanu. 
Most se pne 36 m nad srednjo gladino reke. Solkanski most je z osrednjim lokom s svetlobno odprtino 85 m največji kamniti most na svetu. Tega rekorda do danes ni potolkel še nihče, kajti pri poznejših tehnikah gradnje so pričeli uporabljati armirani beton. Na svetu obstajajo še večji ločni mostovi, vendar ne kamniti. Solkanski viadukt je eden od 65-ih mostov in viaduktov na bohinjski progi, zgrajeni med letoma 1900 in 1906 kot povezava Srednje Evrope in Sredozemlja. 
Odločitev o gradnji druge železniške povezave med Dunajem in Trstom, ki je peljala skozi Bohinj, je sprejel dunajski parlament junija 1901.
Solkanski most sta projektirala R. Jaussner in L. Oerley, najprej sicer z 80-metrskim kamnitim lokom, med letoma 1904 in 1905 pa ga je zgradilo dunajsko gradbeno podjetje Brueder Redlich und Berger. Že spomladi 1904 so morali graditelji zaradi nenosilnih tal spremeniti projekt in povečati razpon loka na 85 metrov. Zgradili so ga po segmentni metodi vgrajevanja blokov iz rezanega (obdelanega) kamna in s postopnim zaključevanjem posameznih prstanov loka. Bloki so bili veliki od 0,30 m³ do 0,80 m³. Najmanjši so imeli maso približno 800 kg, največji pa do 2100 kg. V veliki krožni lok so vgradili 4533 kamnitih blokov - kvadrov iz školjčnega apnenca iz kamnoloma Cava Romana pri Nabrežini, ki so med seboj povezani s cementno malto. Malta je bila sestavljena iz cementa portland iz Splita in pranega peska iz reke Soče. Pripeljane kamnite bloke so razrezali in oštevilčili na začasnem gradbišču na levem bregu. Krajevni transport kamna je potekal z vozički po tirih. Vrstni red polaganja je bil točno določen. Polaganje kamnov v skupnem volumnu 1960 m³ je trajalo 18 dni, 19. julija 1906 je bohinjsko progo otvoril pretolonaslednik Franc Ferdinand.
Za Solkanski most so bili usodni dogodki na soški fronti v 1. svetovni vojni, saj je v bojih za Gorico 8. in 9. avgusta 1916 avstrijska vojska z 930 kg razstreliva porušila glavni lok mostu. Začasna jeklena konstrukcija tipa Roth-Wagner, ki je bila postavljena 25. aprila 1918, je omogočala promet čez most vse do 8. avgusta 1927, ko so italijanske državne železnice, ki so takrat upravljale z mostom, zaključile z obnovo loka v rezanem kamnu. Obnova je trajala dve leti (začetek aprila 1925), končna oblika mostu pa je skorajda enaka izvirni. Glavni nosilni lok mostu, zgrajen leta 1906, je imel obliko krožnega loka z enim samim polmerom loka: spodnji rob nosilnega loka (intradosa) je imel polmer krožnega loka 52,33 m po vsej svoji dolžini. Glavni nosilni lok mostu, ponovno zgrajen leta 1927, ima nekoliko drugačno obliko kot prejšnji, ki ni več del prave krožnice, saj je sestavljen iz policentrične krivulje, z odseki s tremi različnimi polmeri.
Solkanski most je kruti usodi za las ubežal v 2. svetovni vojni. Od kopice zavezniških bomb (prvi napad se je zgodil 10. avgusta 1944) ga je prebila le ena 15. marca 1945. Nevarno poškodbo so nemški inženirci popravili v nekaj dneh, dokončno pa je bil most obnovljen med letoma 1946 in 1954. 1972 so sanirali polzeči levi breg, 1985 je bil razglašen za tehnični spomenik in prešel pod upravo Slovenskih železnic. 16. oktobra 1996 je akrobatski pilot Benjamin Ličer večkrat letel skozi obok mosta.
Z izgradnjo Solkanskega mostu je bilo praktično zaključeno večtisočletno obdobje gradnje velikih kamnitih mostov, saj so bili na obzorju že prvi veliki betonski mostovi, ki so leta 1910 že dosegli razpon 100 m. Solkanski most, ki je bil vrhunski izdelek avstrijske inženirske šole za mostove, je bil tudi zadnji v generaciji velikih železniških mostov, grajenih na prelomu 19. in 20. stoletja na železnicah v Avstro-Ogrski.